# 아동 수면 장애
아동 수면 장애(Sleep Disorders in Children)는 아동에게 일어나는 질환으로 아동의 수면이 여러 가지 요인에 의해 장애를 받는 것을 말한다.

## 개요
아동들이 건강한 수면을 취하지 못하면 발육 성장이 늦어지거나 비만한편 체질이 되기 싶다. 한편 면역기능도 약해지기 쉽다. 뿐만 아니라 집중력이나 기억력도 떨어지며 정서적으로 초조해하거나 불안해 할 수 있다. 이 때문에 성격이 공격적으로 발달할 수도 있다. 밤에 수면을 잘 취하지 못하는 아동일수록 학교 성적이 좋지 않을 가능성이 높다는 연구결과가 미국 콜로라도-푸에블로 의과대학의 J. F. Pagel 박사 연구진에 의해 제시되기도 했다. 미국 수면학회 조사에 따르면 10세 미만 아동 수면 장애는 얼굴 틀까지 망가뜨릴 수 있다는 보고가 있기도 하다. 수면 장애가 심할 경우 아동의 건강 뿐 아니라 타인에게 해를 끼칠 수도 있다. 특히 수면 중에는 자신의 행동에 대한 중추신경계의 조절능력이 약해지므로 수면 중 나타나는 이상행동은 때로 심각한 결과를 초래하기도 한다. 이러한 수면 장애는 부모들이 심각한 병으로 생각하기 쉬우나 대개 일시적인 현상이며 나이가 들면 차차 호전된다. 그러나 이러한 문제들이 장기적으로 지속되거나 증상이 심해 아이는 물론 가족 전체가 고통을 받을 경우에는 상담과 치료를 받아야 한다.

## 원인
아동의 경우 불면증이나 기면증은 드물며, 주로 잠이 들기까지가 어려운 경우가 대부분이다. 특히 아동의 약 20% 정도가 잠에서 쉽게 깨어나서 어려움을 겪고 있다. 또한 늦게까지 잠을 안 자려고 버티는 아동이 있을 수 있다. 이럴 경우 엄마, 아빠가 심각한 상태에 놓여 있어 아동이 잘 때 엄마가 자신을 떼어놓고 어디로 도망갈 것이라는 불안 때문에 잠에 들지 못하는 경우가 있다.

## 종류
아동에게 흔한 수면 장애의 종류는 다음과 같다. 

### 야뇨증
정상적으로 소변을 가리는 시기는 2~3세로서 소변 가리기가 5세 이상으로 지연될 때 이것을 야뇨증이라 한다. 미국 통계에 따르면 만 5세가 되었을 때 7% 남아와 3%의 여아가 야뇨증을 가지며, 10세가 되었을 경우 3%의 남아와 2%의 여아에서, 18세 이후 약 1% 남아에서 야뇨 증세를 보인다고 한다. 대개 주 1회 이상 밤에 오줌을 쌀 때 야뇨증이라 하는데 심할 경우 매일 싸며 심지어 낮잠을 잘 때도 오줌을 싼다.

### 악몽
4~6세경 상상력이 풍부하고 환경에 민감한 나이가 되면 일상생활에서 일어나는 여러 현상에 대한 공포감이 생기게 된다. 흔히 귀신, 괴물, 도깨비에 대한 공포가 시작되는 시기가 바로 이 시기이다. 따라서 낮에 겪었던 불안한 일이 꿈으로 재현된다. 잘 자던 아이가 갑자기 운다거나 소리를 지르며 칭얼거리는데 대개 깨어나지 않고 엄마가 다독거리거나 안아 주면 다시 잠이 든다. 깨어난 당시에 혹은 다음날 아침에 어젯밤 무서운 꿈을 꾼 것을 기억한다. 악몽이란 정상 아동에서도 흔히 관찰되며 모든 연령에서 나타나는 소견으로 대개 수면 후반기에 나타난다. 가꿈 악몽을 꾸는 경우는 보통의 다른 아이에게서도 있을 수 있는 현상이므로 걱정할 필요는 없다. 만약 계속적으로 매일 밤 악몽에 시달려 자주 깨어 보챌 때는 아이의 심리적 불안 요인을 찾아 해결하여야 한다.

## 극복방안
- 가정 또는 학교로부터의 환경적인 스트레스나 심리적인 문제가 원인이라면 담임 교사, 의사 등 관련 전문가들과 상의하여 원인을 제거해 주어야 한다.
- 부모와 함께 자거나 TV를 틀어놓거나 불을 켜 놓고 재우지 말아야 한다.
- 아동이 졸려하는 단서를 잘 잡아서 바로 그때 잠을 재워야 한다.
- 잠을 잘 때쯤이 되면 아이에게 잠을 잘 시간이라는 것을 알리고 그 시간에 잠을 잘 준비를 하도록 습관을 들여야 한다. 이때 예쁜 잠옷을 입히거나, 이 닦기, 책 읽어주기 등의 방법으로 수면을 유도하면 좋다.
- 잠자는 시간이나 장소를 일정하게 해 줘야 한다.
- 늦게 귀가한 부모가 아이가 귀엽다고 자는 아이를 깨우지 말아야 한다.
- 잠을 자기 전에 따뜻한 목욕이나 가벼운 운동을 시켜도 좋다.
- 수면 장애를 겪고 있는 아동의 경우, 높은 수준의 우울증 발생 빈도를 보인다는 점을 고려하여 우울증 검사를 받도록 한다.
- 수면 장애가 극히 심각한 경우에는 최후의 수단으로 약물 치료 등의 의료적 도움을 받도록 한다.

## 참고 자료
- 고려대학교 임상신경심리센터
- 수면 장애 뛰어넘기(2007), 우치야마 마코토 저, 박선무 외 역, 중앙생활사
- 수면 장애 있는 아이일수록 학업 성적 저조하기 쉬워[깨진 링크(과거 내용 찾기)]《쿠키뉴스》2007. 2. 9
- 첫 수면전문병원 여는 한진규 원장《매일경제》2005-10-29 09:02
- 우리 아이 수면 장애? 우울증 검사부터《뉴욕=로이터/뉴시스》2006. 9. 8

## 같이 보기
- 수면 장애